# François Debret
François Debret (Parigi, 27 giugno 1777 – Parigi, 19 febbraio 1850) è stato un architetto francese iscritto alla massoneria.
Faceva parte di un gruppo di influenti architetti accademici, negli anni 1820 e 1830, che promuovevano i precetti di Percier e Fontaine, anche se poco del suo lavoro sopravvive.

## Biografia
Era figlio di Jacques Debret, cancelliere del tribunale penale del Parlamento di Parigi e fratello minore di Jean-Baptiste Debret. Nel 1808 sposò una sorella dell'architetto Félix Duban. Il loro figlio, Francis, nato nel 1809, si laureò all'Académie des beaux-arts francese.
Intorno al 1793 studiò con Charles Percier.
Nel 1813, succedette a Jacques Cellerier come architetto incaricato del restauro della Basilica di Saint-Denis vicino a Parigi. Il suo lavoro dimostrò una mancanza di comprensione dell'architettura gotica. Curò la rifilatura della pietra dagli archi rampanti della chiesa, causando pericolose fragilità strutturali, eseguì la rimozione degli ornamenti autentici e aggiunse l'anacronistica Galleria dei Re alla facciata ovest. Già condannato dai medievalisti, ricostruì la cuspide della torre nord della facciata, colpita da un fulmine nel 1837. La nuova guglia era troppo pesante, compromettendo l'integrità strutturale della facciata. Destituito dal suo incarico nel 1846, per incompetenza, gli succedette Eugène Viollet-le-Duc, che abbatté la guglia nel 1847. Le controversie sui progetti di Debret per la chiesa favorirono il revival gotico in Francia.
Nel 1818-1819 gli fu assegnato il compito di trasformare l'ex convento agostiniano di Parigi nell'École nationale supérieure des beaux-arts, che era stato ripreso nel 1816 sotto la Restaurazione borbonica. Debret supervisionò la costruzione del funzionale Bâtiment des Loges (1822-1828) e costruì le fondamenta e l'ala sud del Palais des Études (iniziato nel 1820), ma nel 1832 fu sostituito dal suo ex allievo e cognato, Félix Duban, che lo ridisegnò.
Ebbe maggiore successo con i suoi progetti teatrali. Dopo aver restaurato il Théâtre de la Porte Saint-Martin di Nicolas Lenoir, nel 1818, nel 1819 ristrutturò l'auditorium acusticamente ben considerato del Théâtre National de la rue de la Loi di Victor Louis. Le sue modifiche includevano l'innalzamento del soffitto sostituendo i capitelli ionici originali con altri corinzi. Nel 1820 ricevette l'incarico di progettare il teatro d'opera provvisorio, la Opéra Le Peletier, in cui ricostruì sostanzialmente l'auditorium del Théâtre des Arts (demolito con ordinanza del 9 agosto 1820). Il progetto dell'auditorium fu così ben accolto che fu prescritto come modello ufficiale per l'auditorium di un nuovo teatro dell'opera nel concorso del 1861. L'Opéra Le Peletier fu distrutta da un incendio nel 1873 e l'Opéra Garnier (nuovo teatro dell'opera) aprì nel 1875. Debret progettò anche la Salle de la Bourse, che aprì nel 1827.
Debret fu eletto membro dell'Académie des Beaux-Arts nel 1825 e divenne ispettore generale del Conseil Général des Bâtiments Civils (Consiglio generale degli edifici civili) nel 1841. Fu sostituito da Rohault de Fleury come architetto dell'Opéra nel 1846 e poco dopo la Rivoluzione di febbraio del 1848 fu licenziato da ispettore generale.
Tra i suoi studenti ci fu Antoine-Nicolas Bailly.

## Opere
- Restauro di diversi teatri ed edifici dell'École des Beaux-Arts (1822-1832), ambientato nell'antico musée des monumental français, fondato nel 1795 nell'ex Couvent des Petits Augustins e chiuso da Luigi XVIII nel 1816. Questo lavoro fu continuato da suo cognato Félix Duban.

## Galleria delle opere

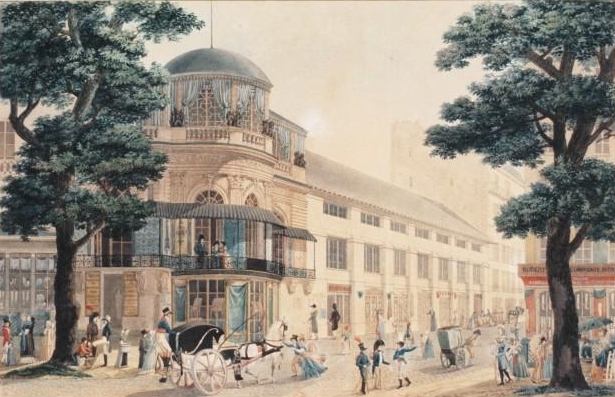
Pavillon de Hannovre sul Boulevard des Italiens.
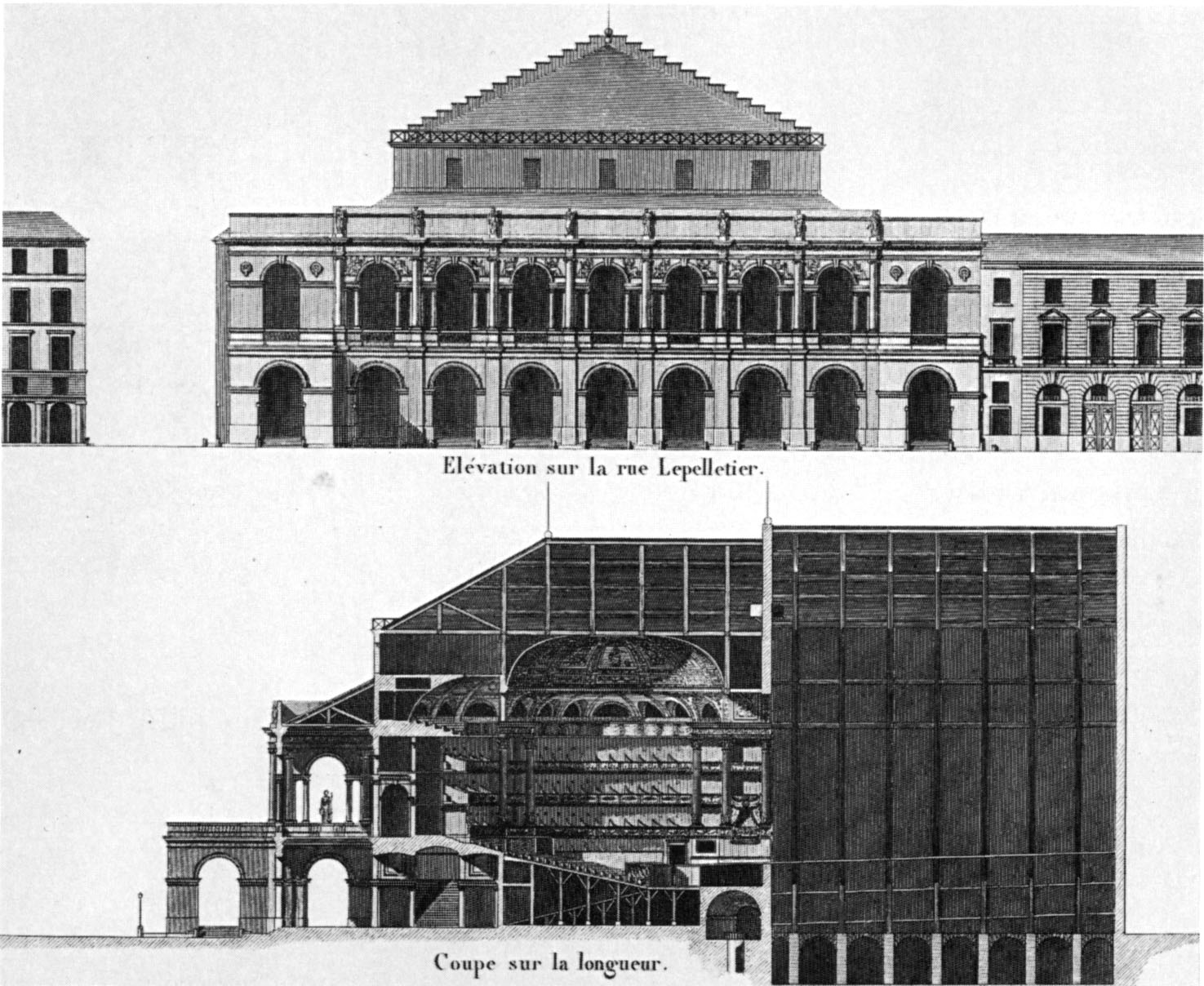
Opéra Le Peletier, l'Opera di Parigi dal 1821 al 1873.

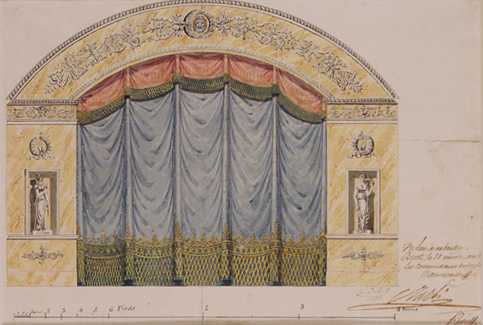
Sala trasformabile per spettacoli, concerti e danza, 1779.
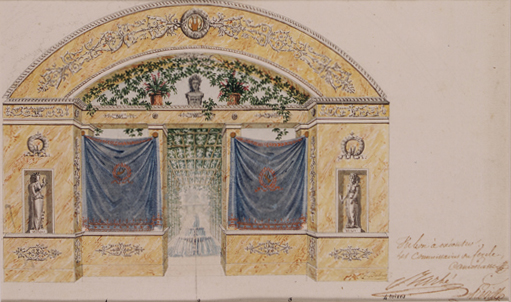
Sala trasformabile per spettacoli, concerti e danza, 1799.